# Kilómetro cúbico

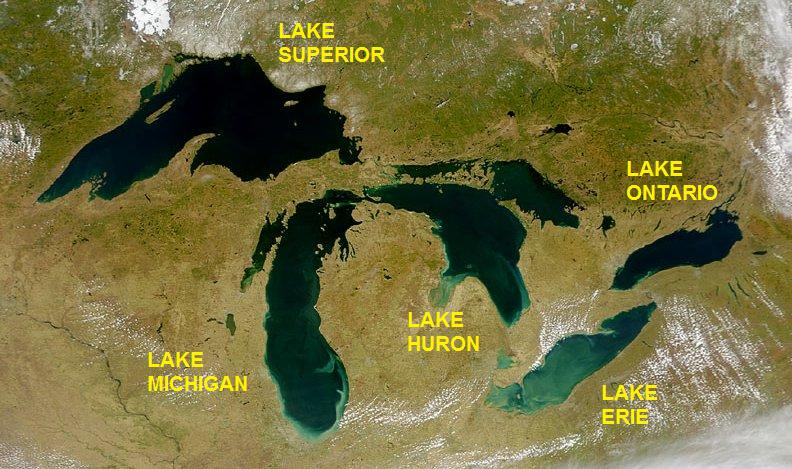
Grandes Lagos en América del Norte, la mayor reserva de agua dulce con 22 671 km³ de agua almacenada

El kilómetro cúbico (también quilómetro cúbico, aunque en desuso) es una unidad de volumen. Se corresponde con el volumen contenido en un  cubo de mil metros (un kilómetro) de lado. Equivale a  mil millones de metros cúbicos (1,0 x 109 m3)  (un millardo de metros cúbicos)o a un teralitroTL o Tl y es el tercer múltiplo del metro cúbico. Su abreviatura es km³.
Equivalencias
- 1 000 000 000 000 L
- 1 000 000 000 m³
- 1 000 000 dam³
- 1 000 hm³

Al tratarse de una unidad de gran envergadura, su uso se aplica para grandes volúmenes, como el agua contenida en un lago (p. ej.  el Lago Superior contiene 12.232 km3 de agua).